# Прапор Трьох Копців
Прапор Волошок — офіційний символ села Трьох Копців, Рівненського району Рівненської області, затверджений 26 листопада 2021 р. рішенням сесії Олександрійської сільської ради.
Автори — А. Гречило та Ю. Терлецький.

## Опис
Квадратне полотнище, яке складається з двох горизонтальних рівновеликих смуг — зеленої і синьої, а з кутів від древка до центру відходить червоний клин; на смугах і клину — по жовтому пагорбу з білим межовим знаком.

## Значення символів
Ділення поля на три частини і три пагорби (копці) з межовими знаками вказує на назву поселення. Колесо означає німецьку колонію Колесню, яка існувала тут до 1939 р.